# Stora Kungsdösen

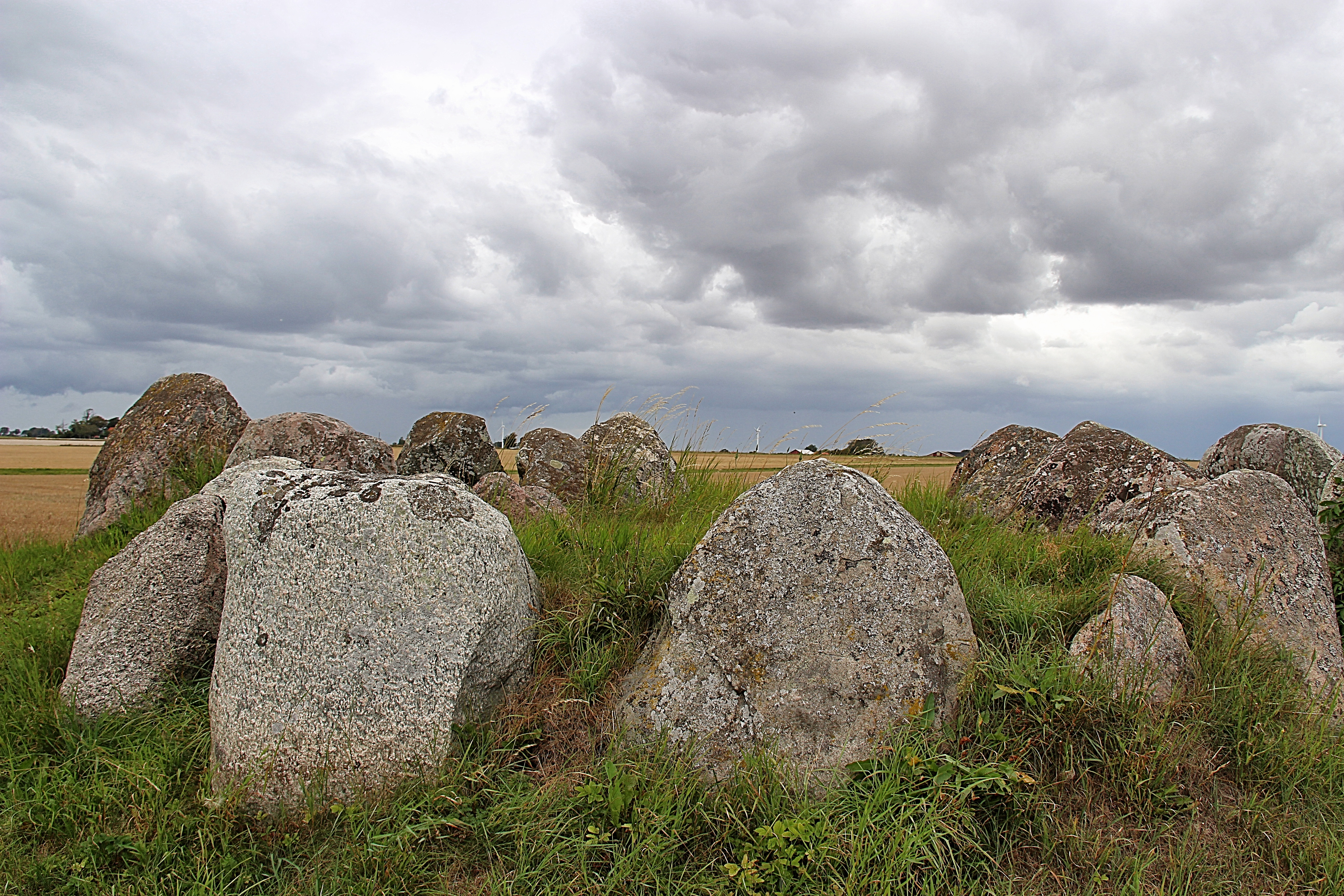
Stora Kungsdösen

Der Stora Kungsdösen (deutsch „Großer Königsdolmen“) ist eines von drei Doppelganggräbern (schwedisch Dubbelgånggrifter) in Schweden bzw. in Schonen. Die Anlage der Trichterbecherkultur (TBK) liegt nahe der Südküste nordwestlich von Smygehamn beim etwa zwei Kilometer entfernten Östra Torp und entstand zwischen 3500 und 2800 v. Chr. Das Ganggrab ist eine Bauform jungsteinzeitlicher Megalithanlagen, die aus einer Kammer und einem baulich abgesetzten, lateralen Gang besteht. Diese Form ist primär in Dänemark, Deutschland und Skandinavien, sowie vereinzelt in Frankreich und den Niederlanden zu finden. Neolithische Monumente sind Ausdruck der Kultur und Ideologie neolithischer Gesellschaften. Ihre Entstehung und Funktion gelten als Kennzeichen der sozialen Entwicklung.

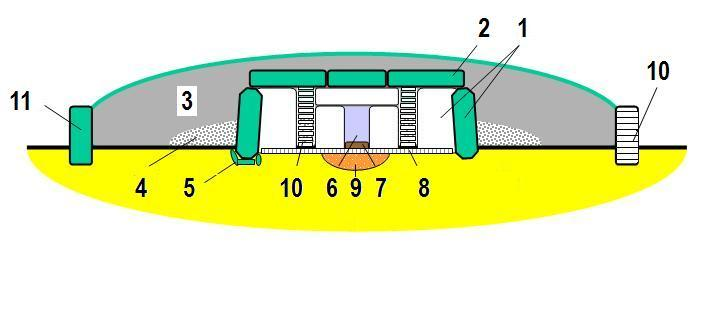
Schema Ganggrab (Querschnitt) 1=Trag-, 2= Deckstein, 3=Erdhügel, 4=Dichtung, 5=Verkeilsteine, 6=Zugang, 7= Schwellenstein. 8=Bodenplatten, 9=Unterbodendepots, 10=Zwischenmauerwerk 11=Randsteine

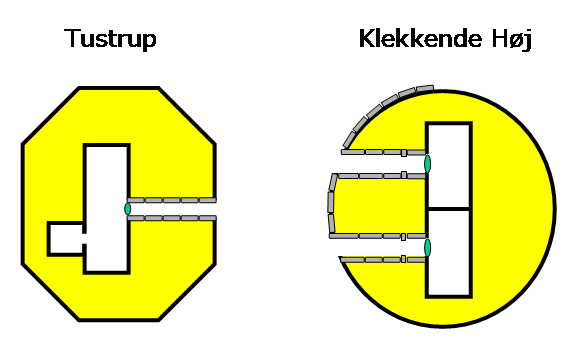
Prinzipskizze Doppelganggrab rechts

## Beschreibung
Die kleinere westliche Kammer ist fast kreisrund und hat etwa zwei Meter Durchmesser. Der Gang ist etwa drei Meter lang. Drei der Tragsteine haben Anschluss an die östliche Kammer. Sie ist rechteckig, misst etwa 1,4 × 5,0 m und hat einen etwa 2,0 m langen Gang. 
Die Anlage wurde 1851 und 1915 untersucht. Es wurden verschiedene Objekte aus Stein und Feuerstein und Scherben von Keramikgefäßen gefunden. 
Stora Kungsdösen ist, obwohl der Name etwas anderes besagt (schwed. Döse = Dolmen), kein Dolmen, sondern wie Snarringe und der Stenhögen am Karabyvägen bei Kävlinge eines der wenigen Ganggräber, die in Schweden in Langhügeln liegen. Das Hauptverbreitungsgebiet dieser speziellen Anlagenform liegt in Dänemark, wo es 57 Doppelganggräber (dän. Dobbeltjættestuer oder Tvillingejættestuer) gibt, zumeist jedoch in Rundhügeln.
Etwa 150 m nach Osten liegt „Lilla Kungsdösen“ (dt. Kleiner Königsdolmen), ein weiteres Ganggrab. Die Kammer misst 5,0 × 2,5 m und der Gang ist 2,5 m lang. In der Nähe liegt auch Erkes dös.

## Erkes dös
Obwohl die Anlage "Erkes dös" (dös = Dolmen) heißt, ist es ein kleines Ganggrab. Die etwa 3 × 4 m große Kammer wird von zwei großen Blöcken bedeckt. Von der Ostseite führt ein 5 m langer Gang in die Kammer. Auf einem der Steine sind etwa 30 Schälchen eingepickt. Erkes dös, wurden im Jahr 1915 untersucht. Innerhalb und außerhalb der Kammer wurden  Bernsteinperlen, Tonscherben und Feuerstein-Objekte gefunden.

Erkes dös
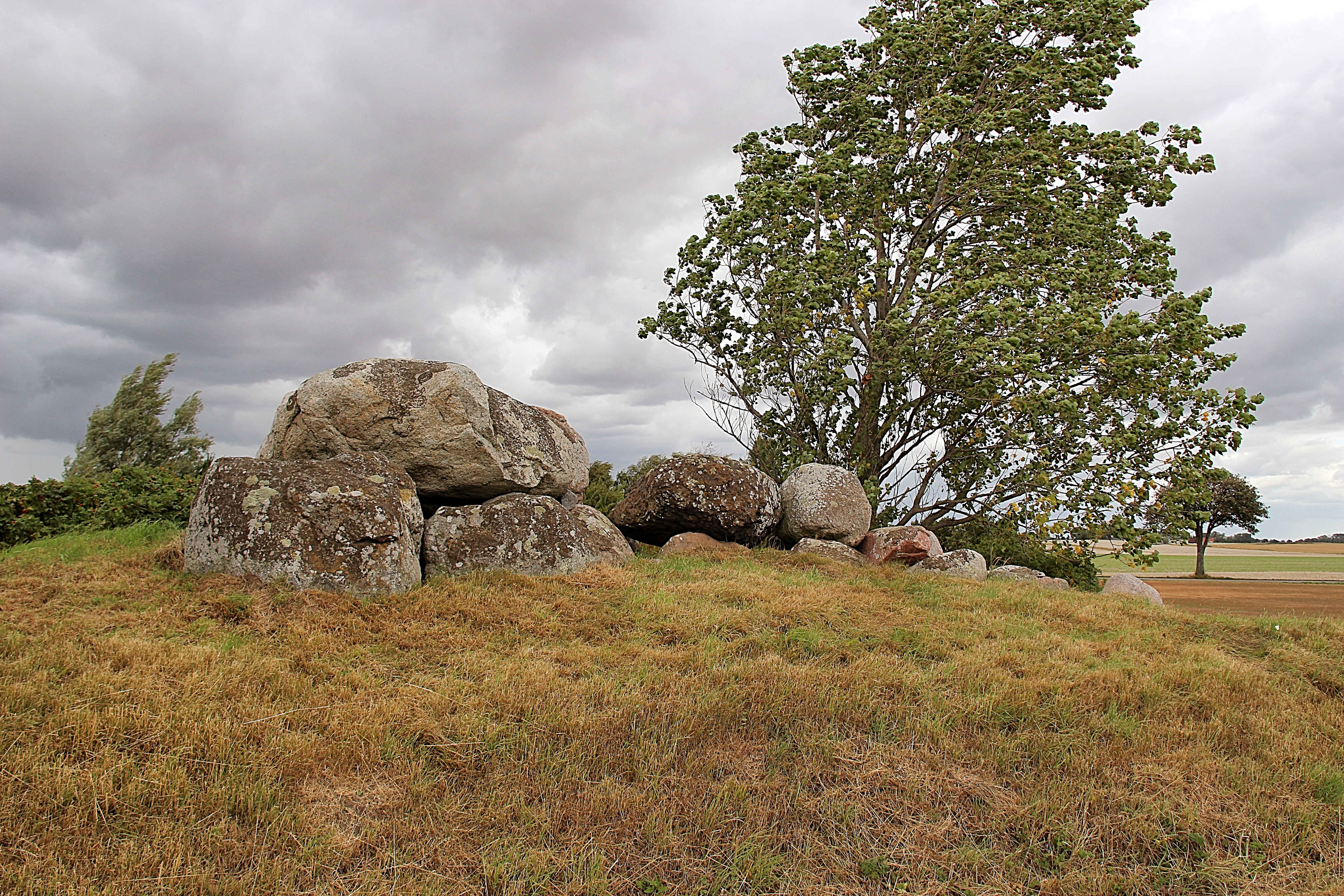
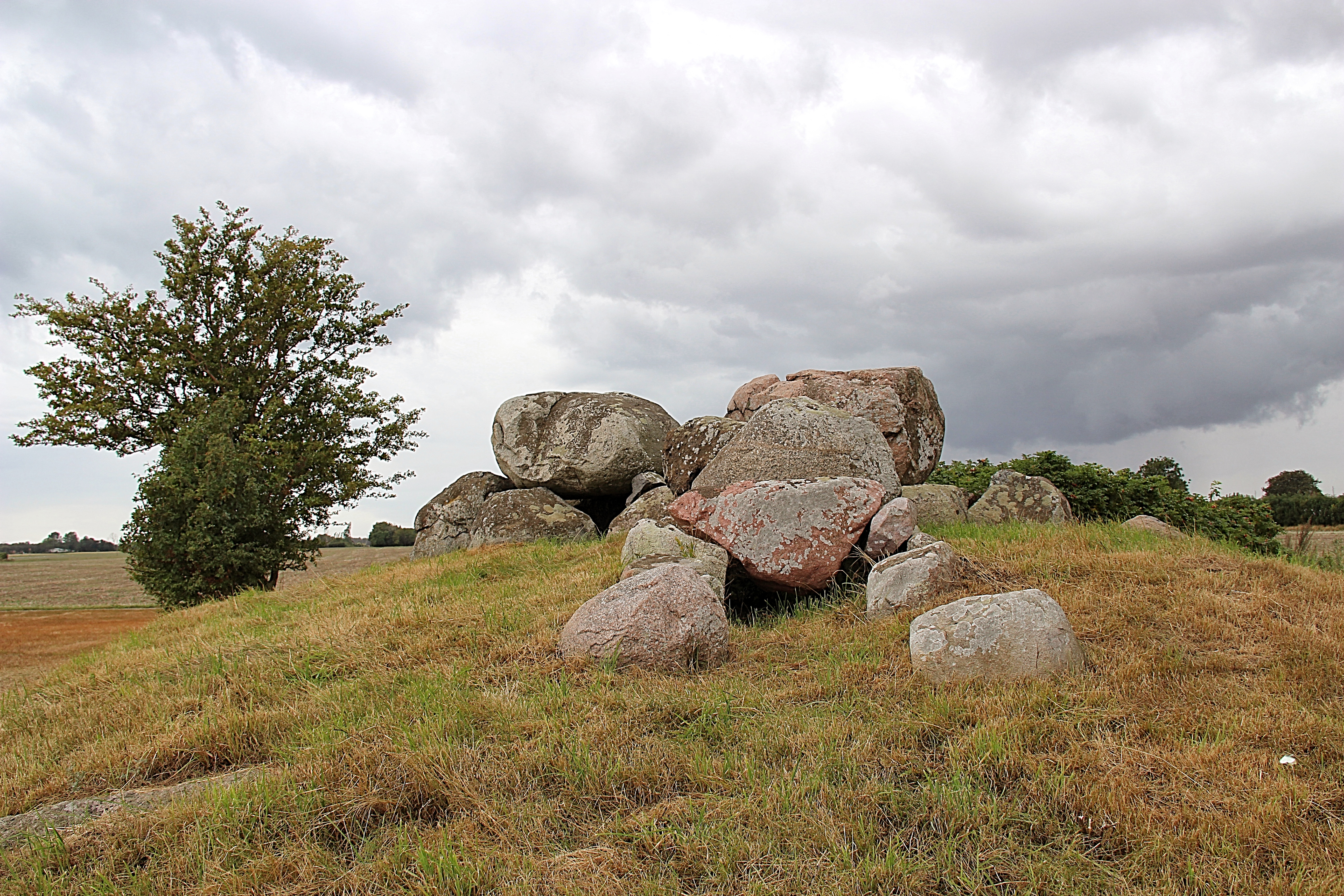
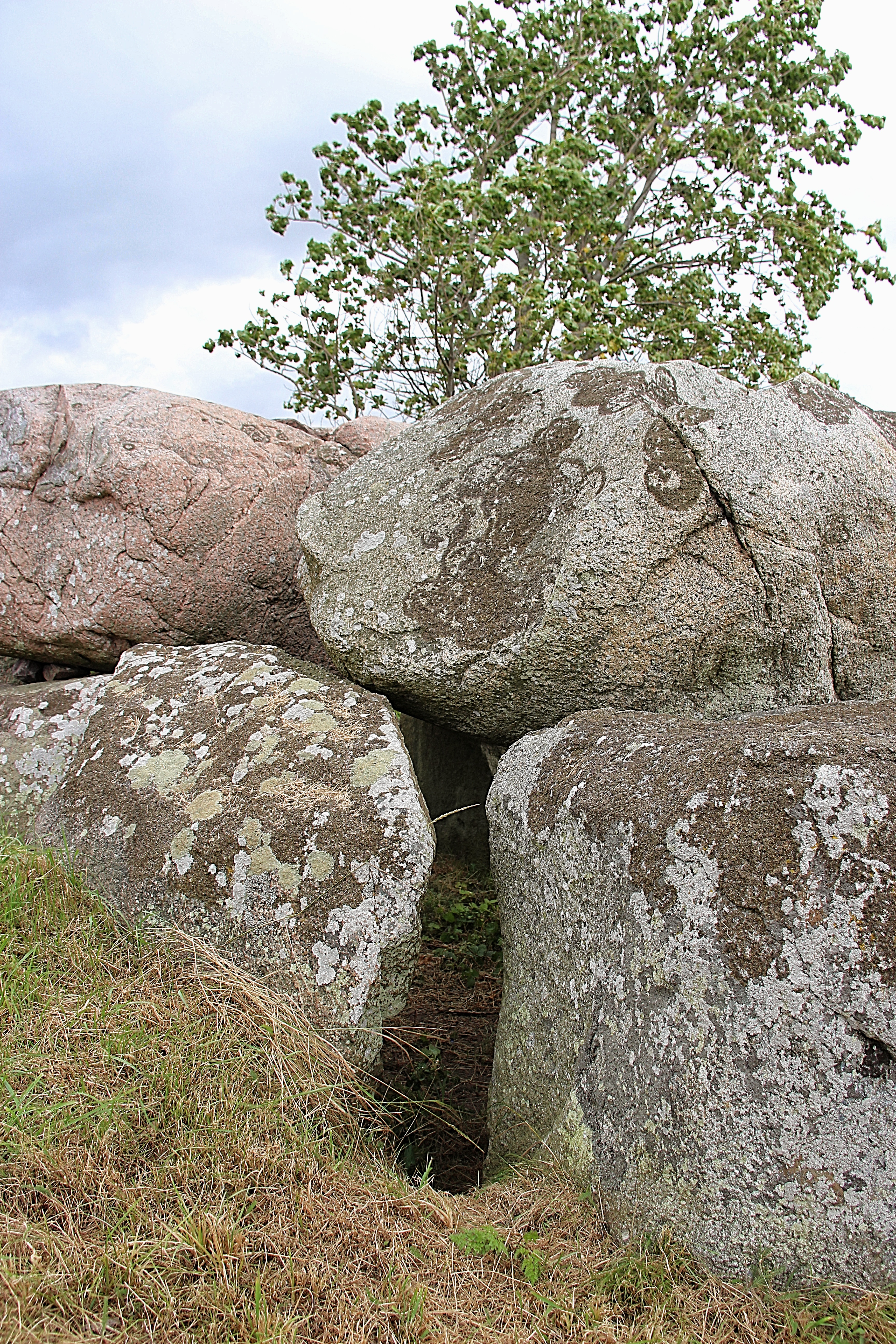
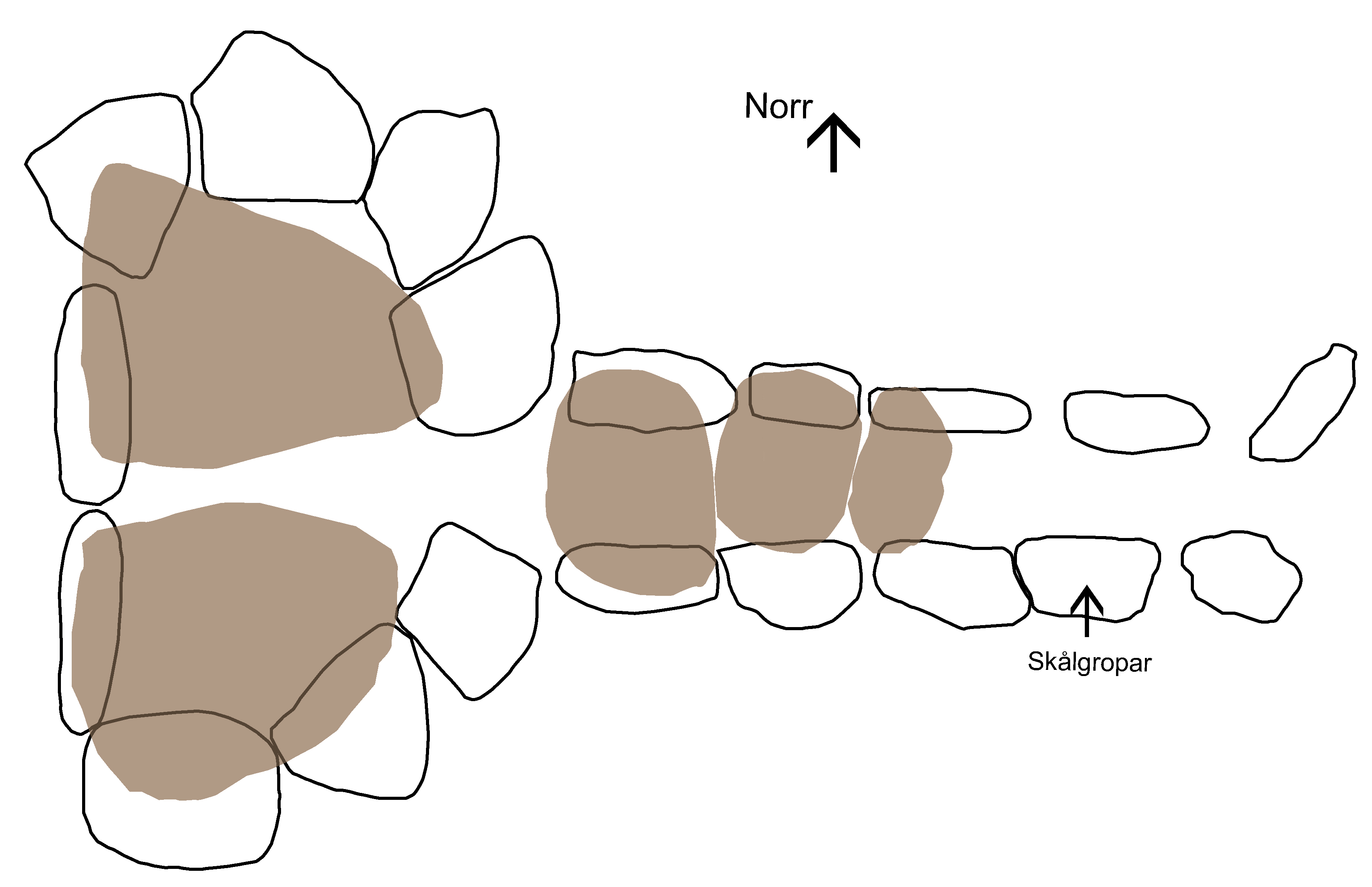

Nach einer Legende hat es einen Weg durch die Felder zur Großen Kungsdösen gegeben, der von Trollen getreten worden war, die sich gegenseitig besuchten.